# Frank Mitchell (homme politique)
Pour les articles homonymes, voir Frank Mitchell et Mitchell.
Franklin John Trehern Mitchell (27 décembre 1925-15 septembre 2021) est un homme politique canadien de la Colombie-Britannique. Il est député provincial social-démocrate de la circonscription britanno-colombienne de Esquimalt de 1951 à 1953, ainsi que de Esquimalt-Port Renfrew 1979 à 1986.

## Biographie
Né à Victoria en Colombie-Britannique, Mitchell s'enrôle dans la Marine marchande canadienne après avoir complété ses études secondaires. Il sert ensuite dans l'infanterie de l'Armée canadienne pendant la Seconde Guerre mondiale.
Élu lors d'une élection partielle en 1951 suivant la mort du député C. T. Beard en novembre 1950. Il est réélu en 1952. Défait en 1953, il revient en politique en 1979. Réélu en 1983, il ne se représente pas en 1986.
Entre ses deux passages à l'Assemblée législative, Mitchell devient officier de police à Esquimalt en 1956.